# Le Jeu de la vérité (film, 2014)
Pour les articles homonymes, voir Le Jeu de la vérité.
Pour plus de détails, voir Fiche technique et Distribution.
Le Jeu de la vérité est une comédie française réalisée par François Desagnat et sortie en 2014.
Il s'agit de la transposition cinématographique de la pièce éponyme de Philippe Lellouche, qui en signe l'adaptation.

## Synopsis
Chaque semaine, trois quadras se retrouvent autour d’un dîner. Margaux, un de leurs coups de cœur d’adolescence, se présente à l’un de ces dîners avec une surprise, au point d’en perturber la soirée.

## Fiche technique
- Titre : Le Jeu de la Vérité
- Réalisation : François Desagnat
- Scénario : Philippe Lellouche, d'après sa pièce éponyme
- Musique : Alexandre Azaria
- Photographie : Vincent Gallot
- Son : Jean-Paul Guirado
- Montage : Aurélien Guégan
- Producteur : Fanny Besson et Arnaud Le Roch
- Production : EuropaCorp
- Distribution : EuropaCorp Distribution
- Pays d'origine :  France
- Durée : 85 minutes
- Genre : comédie
- Budget : 3,32 M€
- Box-office France : 48 278 entrées
- Dates de sortie :
  - France : 22 janvier 2014
  - Belgique : 12 mars 2014

## Distribution
- Vanessa Demouy : Margaux
- David Brécourt : Fabrice
- Christian Vadim : Pascal
- Philippe Lellouche : Jules
- Frédéric Buret : un commercial
- Alice Raucoules : Julie
- Emmanuelle Fourault : La régisseuse
- Philippe Leroy : Patron de Pascal
- Philippe Cura : Le commercial
- François Barluet : Le ministre
- Audrey Looten : Géraldine
- Vincent Desagnat : Le comédien
- François Desagnat : Le réalisateur (non crédité)

## Production

### Tournage
Le tournage a eu lieu dans le studio 1 de la Cité du Cinéma de Luc Besson à Saint-Denis pendant 1 mois.

## Accueil

### Accueil critique
En France, le site Allociné propose une note moyenne de 2,3⁄5 à partir de l'interprétation de critiques provenant de 3 titres de presse.
Selon le Figaro, le film figure en cinquième position dans la liste des vingt films français et étrangers les plus « boudés par le public » en 2014.

### Box-office
Le film est un cuisant échec avec seulement 50 000 places vendues.